# Julia Renner
Julia Renner (* 17. September 1987 in Preetz) ist eine ehemalige deutsche Handballspielerin.
Julia Renner spielte in ihrer Jugend beim TV Laboe, TSV Owschlag und beim TSV Ellerbek. 2005 wechselte die 1,83 Meter große Torfrau zum Bundesligisten VfL Oldenburg, mit dem sie 2008 den EHF Challenge Cup, 2009 den DHB-Supercup sowie 2009, 2012 und 2018 den DHB-Pokal gewann. Nach der Saison 2021/22 beendete Renner ihre Karriere.
Renner bestritt sieben Länderspiele für die deutsche Juniorinnennationalmannschaft.